# Pinanga arinasae
Pinanga arinasae là loài thực vật có hoa thuộc họ Arecaceae. Loài này được Witono mô tả khoa học đầu tiên năm 2002.